# Гулд, Томас Уильям
Томас Уильям (Томми) Гулд (англ. Thomas William 'Tommy' Gould; 28 декабря 1914, Дувр — 6 декабря 2001, Питерборо) — британский военный моряк и общественный деятель. Кавалер Креста Виктории, почётный гражданин Дувра, президент Международной ассоциации подводников Великобритании.

## Биография

### Молодость и военная служба
Томми Гулд родился в 1914 году в Дувре. Его отец, пехотный сержант Реубен Гулд, участник бурской войны, погиб на фронте во Франции в 1916 году, и мать Томми позже вторично вышла замуж за флотского старшину Чизмана. Томми Гулд окончил среднюю школу Сент-Джеймс и в 1933 году поступил на службу в Королевский военно-морской флот Великобритании.
По окончании подготовительных курсов Гулд проходил службу на крейсерах HMS Emerald и Colombo. В 1937 году он был переведён в подводный флот, поочерёдно неся службу на подводных лодках HMS Grampus, Regent, Pandora, Regulus и Thrasher. На последней он участвовал в боевых действиях на Средиземном море. 16 февраля 1942 года Thrasher патрулировала бухту Суда на северном побережье Крита и в ходе патрулирования торпедировала 3000-тонный транспорт противника, шедший в сопровождении эскорта. Корабли и авиация противника сбросили на лодку порядка 30 глубинных бомб, некоторые из которых сдетонировали недалеко от неё, но Thrasher уцелела и продолжала вести патрулирование. Однако когда вечером лодка всплыла для перезарядки батарей, на орудийной площадке была обнаружена неразорвавшаяся глубинная бомба. Первый помощник лейтенант Питер Робертс и старшина Томас Гулд добровольно отправились к бомбе и столкнули её с борта.
В результате последовавших за этим поисков была обнаружена пробоина во внешней обшивке лодки и ещё одна глубинная бомба, провалившаяся в неё и лежащая на прочном корпусе. Если бы эта бомба взорвалась, лодка была бы обречена; в то же время уходить в надводном положении было нельзя, так как Thrasher находился во вражеских водах, и противник знал о присутствии субмарины, поэтому при появлении вражеских судов и самолётов необходимо было погружение. Гулд и Робертс спустились под внешнюю обшивку через эксплуатационную решётку в 7 метрах от пробоины и по узкому пространству между прочным корпусом и внешней обшивкой (местами, как вспоминал позже Гулд, высотой не больше 60 сантиметров) доползли до бомбы. После этого Гулд, обхватив руками бомбу, лёг на спину, а Робертс, взяв его за плечи, ползком вытащил его назад к решётке; затем, уже в сумерках, дребезжавшая при каждом движении бомба была наконец извлечена из-под внешней обшивки, обвязана тросом и сброшена за борт.

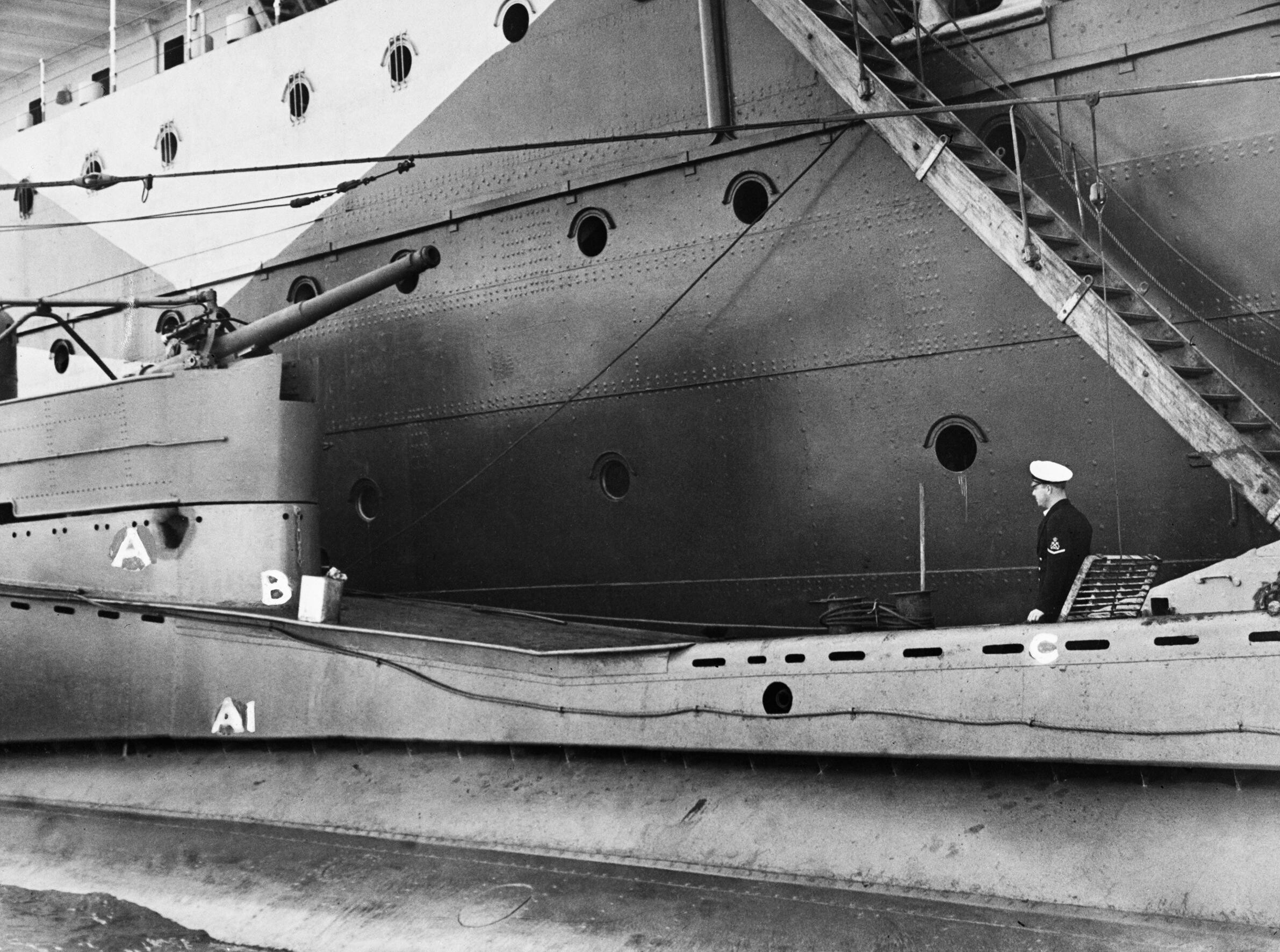
Гулд показывает пробоины в борту Thrasher (обозначены буквами) после возвращения в порт

В рапорте командира Thrasher, лейтенанта Хью Маккензи, героизм Робертса и Гулда был упомянут относительно мельком, и этот эпизод уже стал забываться, когда пришло известие, что оба моряка награждены высшим военным отличием Британской империи — Крестом Виктории. Как выяснилось, к награде их представил лично адмирал Каннингем — командующий Средиземноморским флотом. В Лондоне это представление было поставлено под сомнение, поскольку устав ордена требовал проявления героизма в присутствии противника; на этом основании было предложено заменить Крест Виктории на его гражданский аналог — Крест Георга, но Каннингем заявил, что наличие двух тяжёлых бомб на борту субмарины во вражеских водах вполне можно считать присутствием противника. 13 января 1943 года Гулду было также присвоено звание почётного гражданина Дувра.
В дальнейшем Томас Гулд был переведён на подводную лодку Truculent, в это время несшую службу в Северной Атлантике. После того, как Truculent 4 июня 1943 года потопила в бою близ Фарерских островов немецкую субмарину U-308, Гулд удостоился упоминания в приказе. В 1945 году он был списан на берег по инвалидности.

### Послевоенные годы
В апреле 1946 года Гулд стал одним из основателей «Группы 43» — организации героев войны, созданной для борьбы с деятельностью Британского союза фашистов. Члены группы, численность которых вскоре достигла тысячи человек, ввязывались в столкновения с фашистами Освальда Мосли во время их митингов и шествий в Лондоне, Манчестере, Бирминкеме и Ньюкасле; по позднейшим оценкам, им удалось сорвать сотни подобных мероприятий. Группа была распущена в 1950 году ввиду падения популярности Мосли. Гулд был также одним из организаторов массовой демонстрации в июле 1946 года, в ходе которой 8000 лондонских евреев прошли от Ист-Энда до Трафальгарской площади, где Зелиг Бродецкий выступал с осуждением британской политики по отношению к евреям Палестины, и аналогичной, хотя меньшей по масштабам, демонстрации евреев Манчестера.
В послевоенные годы как лейтенант (по другим данным, лейтенант-коммандер) Королевского морского резерва Гулд возглавлял отделение Морского кадетского корпуса в Бромли (Кент). В течение нескольких лет он занимал пост президента Международной ассоциации подводников Великобритании, а также был вице-президентом Ассоциации еврейских отставников. В гражданской жизни он стал консультантом по бизнесу, а позже занимал должность главного менеджера по кадрам торговой сети Great Universal Stores. В 1965 году Гулд оказался в центре внимания как «кавалер Креста Виктории на пособии» после того, как был уволен и не мог найти новой работы. По словам самого Гулда, тот факт, что он был героем войны, скорей мешал, чем помогал ему в поиске работы, поскольку работодатели опасались, что такое отличие означает излишнюю инициативность потенциального работника.
Жена Томми Гулда, Филлис, с которой он состоял в браке с 1941 года, умерла в 1985 году, оставив после себя одного сына. В 1987 году Гулд продал свой Крест Виктории на аукционе «Сотбис» за 44 тысячи долларов, после чего эта награда была пожертвована музею Ассоциации еврейских отставников. Томас Гулд умер в Питерборо (Кембриджшир) в декабре 2001 года.

## Награды
Список наград приводится по посмертной публикации в газете Times
- Крест Виктории
- Звезда «1939—1945»
- Атлантическая звезда
- Африканская звезда с накладкой «North Africa 1942-43»
- Военная медаль (1939—1945) с дубовым листом